# Mogholové
Mogholové (také Mogulové nebo Mongulové) jsou potomci vojáků Mongolské říše žijící v Afghánistánu. Žijí ve vesnicích Kundur a Káréz-i-Mullá v provincii Herát. Mluvili mogholsky, ale není jasné, kolik z nich stále tímto jazykem hovoří. Mogholové si někdy říkají „Šáhdžahánové“, protože někteří z nich vstoupili do armády mughalského císaře Šáhdžahána. Dříve bylo mogholské vesnice možné nalézt v Ghóru, po celém Hazáradžátu a v Badachšánu.

## Dějiny
Předkové Mogholů se v regionu usadili ve 13. a 14. století a sloužili jako vojáci během mongolských výbojů. Obsadili Chórezm a oblast, které se začalo říkat Ílchanát. Mogholové dříve žili po celém Afghánistánu, ale jejich osady byly v polovině 20. století zredukovány na území Herátu. V posledních desetiletích většina Mogholů přijala jazyk darí a mogholština může být v současné době v důsledku považována za mrtvý jazyk.
Mogholové jsou převážně sunnitští muslimové.